# Maurits Crucq

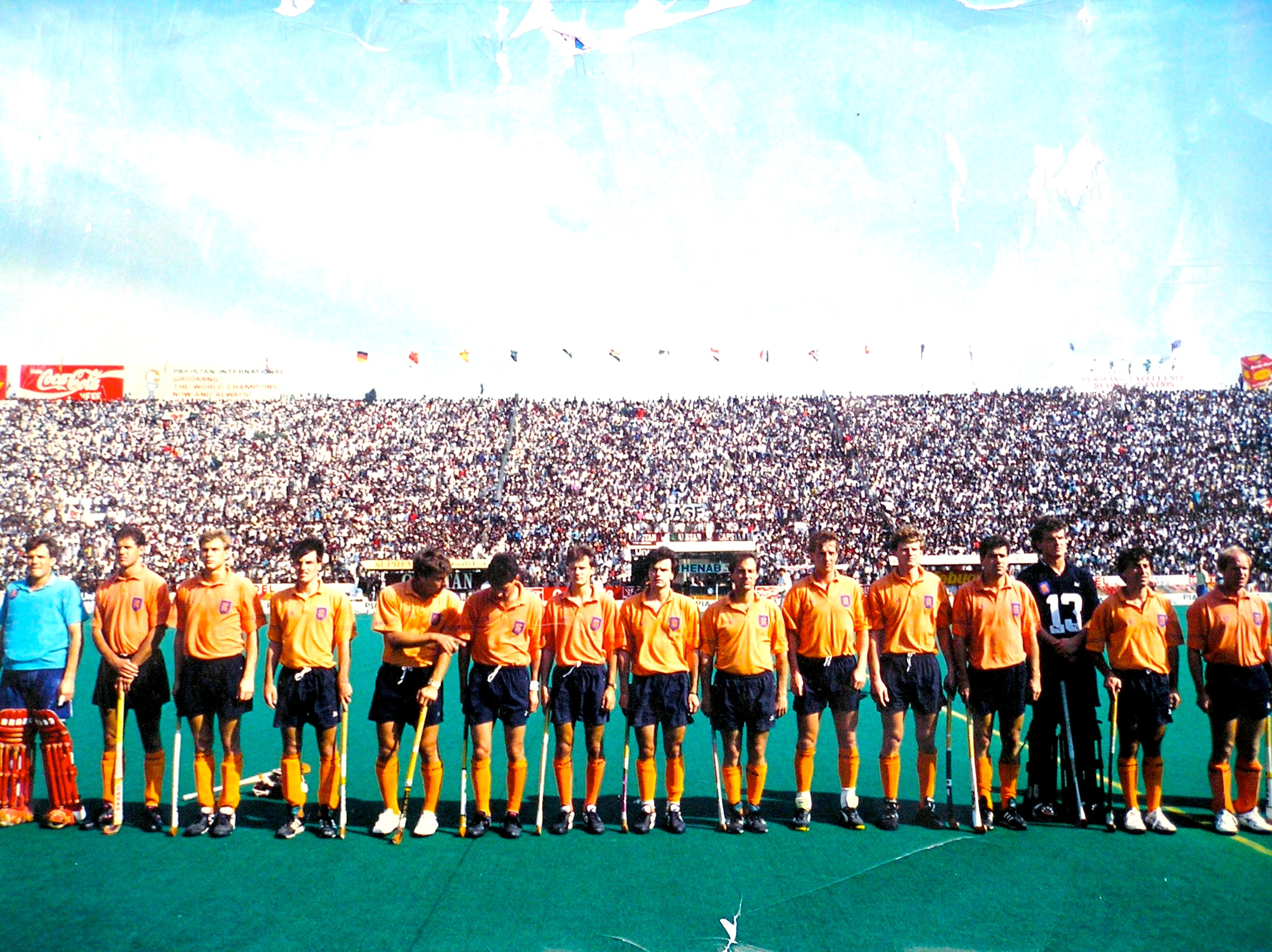
Die niederländische Mannschaft vor dem Weltmeisterschaftsfinale 1990. Maurits Crucq ist Fünfter von rechts.

Maurits Bourgon Crucq (* 10. Februar 1968 in Voorburg) ist ein ehemaliger niederländischer Hockeyspieler, der bei den Olympischen Spielen 1996 und der Weltmeisterschaft 1990 jeweils die Goldmedaille gewann.

## Sportliche Karriere
Der 1,87 m große Verteidiger spielte in 132 Länderspielen für die niederländische Nationalmannschaft.
Seine erste internationale Medaille gewann Maurits Crucq bei der Europameisterschaft 1987 in London. Die Niederländer belegten in der Vorrunde den zweiten Platz hinter der englischen Mannschaft. Im Finale trafen die beiden Mannschaften erneut aufeinander und die Niederländer gewannen nach Siebenmeterschießen.
Bei den Olympischen Spielen 1988 in Seoul belegten die Niederländer in der Vorrunde den zweiten Platz hinter den Australiern. Im Halbfinale unterlagen die Niederländer der deutschen Mannschaft mit 1:2. Da auch die Australier ihr Halbfinale gegen die Briten verloren, trafen die Australier und die Niederländer im Spiel um den dritten Platz erneut aufeinander. Die Niederländer gewannen mit 2:1. Bei der Weltmeisterschaft 1990 in Lahore waren die Niederländer in der Vorrunde Zweite hinter den Australiern. Nach dem 3:2-Halbfinalsieg über die deutsche Mannschaft gewannen die Niederländer im Finale mit 3:1 gegen die Mannschaft des Gastgeberlandes Pakistan.
Zum Abschluss seiner Karriere nahm Maurits Crucq an den Olympischen Spielen 1996 in Atlanta teil. Die Niederländer gewannen ihre Vorrundengruppe und bezwangen im Halbfinale die Deutschen mit 3:1. Im Finale siegten sie mit 3:1 über die spanische Mannschaft.
Nach seiner sportlichen Karriere war Maurits Crucq Pilot in der Zivilen Luftfahrt.